# Dolichoderus ypsilon
Dolichoderus ypsilon é uma espécie de formiga do gênero Dolichoderus.